# Just Like Tom Thumb’s Blues
Just Like Tom Thumb’s Blues – piosenka skomponowana przez Boba Dylana, nagrana przez niego w sierpniu i wydana na albumie Highway 61 Revisited w sierpniu 1965 r.

## Historia i charakter utworu
„Just Like Tom Thumb’s Blues” jest ponurą i ciemną piosenką. Przepełniony symbolami tekst utworu utrzymanego w pesymistycznej atmosferze opowiada historię pobytu podmiotu lirycznego w przygranicznym meksykańskim mieście Juárez w czasie Świąt Wielkiej Nocy (ang. Eastertime). Występują tu postaci meksykańskich kobiet i/lub biblijnych aniołów, świętych o kobiecych imionach, są refleksje polityczne i przemyślenia historiozoficzne. Piosenkę przepełnia charakterystyczny dla tego okresu w twórczości Dylana ironiczny surrealizm, a wyrażona w ostatniej zwrotce chęć powrotu do Nowego Jorku, bo „tutaj nikt nawet nie sprawdzał moich bluffów”, w luźny sposób sugeruje tożsamość podmiotu z autorem tekstu.
Atmosfera utworu zapewne wiele zawdzięczała różnym dziełom filmowym, malarskim i literackim.
Trzeba tu wymienić film Dotyk zła (ang. A Touch of Evil) Orsona Wellesa z 1958 r., który świetnie oddawał rzeczywistość przygranicznego miasta. Być może arcydzieło Malcolma Lowry’ego, powieść Pod wulkanem z 1947 r. również wspomogła wyobraźnię Dylana. Sposób obrazowania ma także wiele wspólnego z obrazami Francisca Goi z jego „ciemnego” okresu.
Robert Shelton – biograf Dylana – zwrócił uwagę na wielki wpływ jaki wywarł na Dylana francuski symbolista Arthur Rimbaud i wręcz udowadnia, że postać Toma Thumba jest wzorowana na postaci nazwanej właśnie tak przez Rimbauda w swoim tekście Ma Bohème. Można także wykazać wpływy tekstu Housing Project Hill Jacka Kerouca.
Nazwisko bohatera utworu zaczerpnięte zostało z bajki Braci Grimm o Tomciu Paluchu (ang. Tom Thumb)
Just Like Tom Thumb’s Blues był wykonywany w czasie prawie wszystkich tur koncertowych Dylana, chociaż czasami tylko jeden raz. Ulegał nieraz wielu zmianom i aranżacjom. Pierwsze wersje koncertowe, mające charakter lamentu, były jeszcze stosunkowo bliskie oryginałowi z albumu Highway 61 Revisited. Kompletnie zmienił ten utwór w czasie występów w grupą The Hawks/The Band pod koniec lat 1965 i w 1966 roku Kompozycja ta stała się niezwykle dynamicznym utworem przepełnionym raczej frustracją, a nie apatią i letargiem oryginału. Fragmenty tych koncertów znalazły się na filmie Eat the Document.

## Sesje i koncerty Dylana, na których wykonywał ten utwór

### 1965
- 2 sierpnia 1965 – sesja nagraniowa do albumu w Columbia Studio A w Nowym Jorku. Powstało 16 wersji utworu. Na acetacie (pierwotnej wersji albumu) piosenka ta znalazła się na pozycji 3. Na albumie ostatecznie umieszczona została na miejscu 8.
- 28 sierpnia 1965 – koncert na stadionie tenisowym „Forest Hills” w Nowym Jorku
- 5 września 1965 – koncert w „Hollywood Bowl” w Los Angeles w stanie Kalifornia
- 1 października 1965 – koncert w „Carnegie Hall” w Nowym Jorku
- 25 listopada 1965 – koncert w „Arie Crown Theater” w McCormick Place w Chicago w stanie Illinois

### 1966
- 5 lutego 1966 – koncert w „Westchester County Center” w White Plaines, Nowy Jork w stanie Nowy Jork
- 26 lutego 1966 – koncert w „Garden Island” w Hampstead w stanie Nowy Jork

Tournée po Australii i Europie
- 13 kwietnia 1966 – koncert na stadionie w Sydney w Australii
- 19 lub 20 kwietnia 1966 – koncert w „Festival Hall” w Melbourne w Australii
- 29 kwietnia 1966 – koncert w „Konserthuset” w Sztokholmie w Szwecji
- 1 maja 1966 – koncert w „KB-Hallen” w Kopenhadze w Danii
- 10 maja 1966 – koncert w „Colston Hall” w Bristolu w Anglii
- 14 maja 1966 – koncert w „Odeon Theatre” w Liverpoolu w Anglii
- 15 maja 1966 – koncert w „DeMontford Hall” w Leicesterze w Anglii
- 16 maja 1966 – koncert w „Gaumont Theatre” w Sheffield w Anglii
- 17 maja 1966 – koncert we „Free Trade Hall” w Manchesterze w Anglii. To wykonanie zostało wydane na The Bootleg Series Vol. 4: Bob Dylan Live 1966, The „Royal Albert Hall” Concert
- 20 maja 1966 – koncert w „ABC Theatre” w Edynburgu w Szkocji
- 26 maja 1966 – koncerty w „Royal Albert Hall” w Londynie; koncerty wieczorny i nocny

### 1974
Tourne po Ameryce z The Band (pocz. 3 stycznia 1974)
- 4 stycznia 1974 – koncert na „Chicago Stadium” w Chicago w stanie Illinois
- 6 stycznia 1974 – koncerty w „The Spectrum” w Filadelfii w stanie Pensylwania
- 7 stycznia 1974 – koncert w „The Spectrum” w Filadelfii w stanie Pensylwania
- 9 stycznia 1974 – koncert w „Maple Leaf Gardens” w Toronto w prow. Ontario w Kanadzie
- 10 stycznia 1974 – koncert w „Maple Leaf Gardens” w Toronto w prow. Ontario w Kanadzie
- 11 stycznia 1974 – koncert w „Forum de Montreal” w Montrealu w prow. Quebec w Kanadzie
- 12 stycznia 1974 – koncert w „Forum de Montreal” w Montrealu w prow. Quebec w Kanadzie
- 14 stycznia 1974 – koncerty w „Boston Gardens” w Bostonie w stanie Massachusetts w USA; koncerty wieczorny i nocny
- 15 stycznia 1974 – koncert w „Capital Centre” w Largo w stanie Maryland w USA
- 16 stycznia 1974 – koncert w „Capital Centre” w Largo w stanie Maryland w USA
- 17 stycznia 1974 – koncert w „Coliseum” w Charlotte w stanie Karolina Północna w USA
- 19 stycznia 1974 – koncerty w „Hollywood Sportatorium” w Hollywood w stanie Floryda; koncert wieczorny i nocny
- 21 stycznia 1974 – koncert w „The Omni” w Atlancie w stanie Georgia w USA
- 22 stycznia 1974 – koncert w „The Omni” w Atlancie w stanie Georgia w USA
- 23 stycznia 1974 – koncert w „Mid-South Coliseum” w Memphis w stanie Tennessee
- 25 stycznia 1974 – koncert w „Tarrant County Convention Center Arena” w Fort Worth w stanie Teksas
- 26 stycznia 1974 – koncerty w „Hofheinz Pavilion” w Houston w Teksasie; koncert wieczorny i nocy
- 28 stycznia 1974 – koncert w „Nassau County Coliseum” w Uniondale w stanie Nowy Jork
- 29 stycznia 1974 – koncert w „Nassau County Coliseum” w Uniondale w stanie Nowy Jork
- 30 stycznia 1974 – koncert w „Madison Square Garden” w Nowym Jorku
- 31 stycznia 1974 – koncerty w Madison Square Garden w Nowym Jorku. Koncerty wieczorny oraz nocny
- 2 lutego 1974 – koncert w „Crisler Arena” na University of Michigan, Ann Arbor w stanie Michigan
- 3 lutego 1974 – koncert w „Assembly Hall” na University of Indiana, Bloomington w stanie Indiana
- 4 lutego 1974 – koncert w „Missouri Arena” w St. Louis w stanie Missouri
- 6 lutego 1974 – koncert w „Coliseum” w Denver w stanie Kolorado
- 9 lutego 1974 – koncerty w „Coliseum” w Seattle w stanie Waszyngton. Nagranie tego utworu z późniejszego koncertu zostało umieszczone na albumie Before the Flood
- 11 lutego 1974 – koncerty w „Alameda County Coliseum” w Oakland w stanie Kalifornia. Koncerty wieczorny i nocny
- 13 lutego 1974 – koncert w „The Forum” w Inglewood w Kalifornii
- 14 lutego 1974 – koncert w „The Forum” w Inglewood w Kalifornii

### 1976
Rolling Thunder Revue II (pocz. 18 kwietnia 1976)
- 18 kwietnia 1976 – koncert w „Civic Center” w Lakeland na Florydzie
- 25 kwietnia 1976 – koncert na „University of Florida Field” w Gainesville na Florydzie

### 1978
Światowe tournée 1978 (pocz. 20 lutego 1978);
część trzecia: Europejskie tournée (pocz. 15 czerwca 1978)
- 15 lipca 1978 – koncert w „Blackbushe Aerodrome” w Camberley w Anglii; ostatni koncert

### 1980
Musical Rectrospective Tour (pocz. 9 listopada 1980)
- 30 listopada 1980 – koncert w „Paramount Northwest Theatre” w Seattle w stanie Waszyngton
- 4 grudnia 1980 – koncert w „Paramount Theatre” w Portlandzie w stanie Oregon

### 1981
Letnie Amerykańskie Tournée 1981 (pocz. 10 czerwca 1981)
- 11 czerwca 1981 – koncert w „Marjorie Merriweather Post Pavilion w Columbii w stanie Maryland

Letnie Europejskie Tournée 81 (pocz. 21 czerwca 1981)
- 30 czerwca 1981 – koncert w „Earl Court” w Londynie

Jesienne amerykańskie i kanadyjskie tournée (pocz. 16 października 1981)
- 20 listopada 1981 – koncert w „Sunrise Musice Theater” w Miami na Florydzie

### 1984
Europejskie tournée 1984 (pocz. 28 maja 1984)
- 19 czerwca 1984 – koncert na „Mungersdorfen Stadion” w Kolonii w Niemczech

### 1986
Tournée Prawdziwe wyznania (pocz. 5 lutego 1986)
część pierwsza: Antypody: Nowa Zelandia, Australia, Japonia
- 8 marca 1986 – koncert w „Gymnasium” w Nagoi w Japonii

### 1988
Nigdy nie kończące się tournée (pocz. 7 czerwca 1988)
Część pierwsza: Interstate 88:
Letnie tournée po Kanadzie i USA
- 30 czerwca 1988 – koncert w „Jones Beach Theater. Jones Beach State Park” w Wantagh w stanie Nowy Jork w USA
- 9 lipca 1988 – koncert w „Ottawa Civic Center Arena” w Ottawie w prow. Ottawa w Kanadzie

Letnie tournée po Północnej Ameryce 1988
- 4 września 1988 – koncert w „lake Compounce Festival Park” w Bristolu w stanie Connecticut w USA

### 1989
Letnie tournée po Północnej Ameryce 1889
- 3 lipca 1989 – koncert w „Marcus Amphitheater” w Milwaukee w stanie Milwaukee
- 29 sierpnia 1989 – koncert w „Pan American Center” w Las Cruces w stanie Nowy Meksyk w USA

Utwór był wykonywane w latach 90. XX wieku i w XXI wieku.

## Dyskografia i wideografia
Singiel
- Just Like Tom Thumb’s Blues (wersja studyjna) / Ballad of a Thin Man
- Just Like Tom Thumb’s Blues (wersja koncertowa)/I Want You

Dyski
- Bob Dylan’s Greatest Hits, Volume II (971)
- Masterpieces (1978)
- The Bootleg Series Vol. 4: Bob Dylan Live 1966, The „Royal Albert Hall” Concert (1998)
- The Bootleg Series Vol. 7: No Direction Home: The Soundtrack (2005)

Wideo
- Eat the Document

## Wersje innych artystów
Dyski
- Gordon Lightfood – singiel (1965)
- Barry McGuire – This Precious Time (1966); Anthology (1993)
- Nina Simone – Essential Nina Simone (1967); To Love Somebody (1971); Nina Simone (1997); Very Best of Nina Simone (1998); Masters (1998)
- Judy Collins – In My Life (1967); Both Sides Now (1971); Living (1972)
- Jennifer Warnes – singiel (1968)
- Steve Marcus – Lord’s Prayer (1970)
- Jamie Brockett – Jamie Brockett 2 (1970)
- Frankie Miller – Once in a Blue Moon (1973)
- Sir Douglas Quintet – Live Texas Tornado (1983)
- The Bluebirds – Outlaw Blues (1992)
- Henry Kaiser na albumie różnych wykonawców Outlaw Blues Volume Two: A Tribute to Bob Dylan (1993)
- Medicine Head – New Bottles & Medicine... Plus (1995)
- Linda Ronstadt – We Ran (1998)
- Jimmy LaFave – Trail (1999)
- The Grateful Dead – Postcards of the Hanging: Grateful Dead Perform the Songs of Bob Dylan (2002)
- Bill Kirchen – Tied to the Wheel (2001)
- Robyn Hitchcock – Robyn Sings
- Big Brass Bad – A Few Dylan Songs(2003)

Wideo
- The Grateful Dead – View from the Vault (2000)